# Mohammad Anwar Kharot
Mohammad Anwar Kharot (dari محمد انور خرت) – afgański piłkarz, reprezentant Afganistanu na Letnich Igrzyskach Olimpijskich 1948.
W Londynie, grano od razu w systemie pucharowym. Jego reprezentacja rozegrała jeden mecz w rundzie eliminacyjnej. Na Goldstone Ground w Brighton, Afgańczycy podejmowali reprezentację Luksemburga. Kharot wystąpił w tym meczu na pozycji napastnika. Jego reprezentacja przegrała jednak aż 0-6, tym samym odpadła ona z rywalizacji.